# Tatakamotonga
Tatakamotonga es la capital del distrito de Tatakamotonga, en la isla de Tongatapu, Tonga. Tiene una población de 1.857 habitantes en 2021.